# Шмалфелд
Шмалфелд (њем. Schmalfeld) општина је у њемачкој савезној држави Шлезвиг-Холштајн. Једно је од 95 општинских средишта округа Зегеберг. Према процјени из 2010. у општини је живјело 1.916 становника. Посједује регионалну шифру (AGS) 1060073.

## Географски и демографски подаци
Шмалфелд се налази у савезној држави Шлезвиг-Холштајн у округу Зегеберг. Општина се налази на надморској висини од 24 метра. Површина општине износи 19,3 km². У самом мјесту је, према процјени из 2010. године, живјело 1.916 становника. Просјечна густина становништва износи 99 становника/km².